# Teralatirus noumeensis
Crassicantharus noumeensis là một loài ốc biển, là động vật thân mềm chân bụng sống ở biển thuộc họ Fasciolariidae.